# Толубай
Толуба́й (каз. Толыбай) — село у складі Павлодарського району Павлодарської області Казахстану. Входить до складу Шакатського сільського округу.
Населення — 85 осіб (2021; 139 у 2009, 173 у 1999, 259 у 1989).
Національний склад станом на 1989 рік:
- казахи — 100 %

У радянські часи село називалось також Баскудук.